# Lalafang
Lalafang is een bestuurslaag in het regentschap Alor van de provincie Oost-Nusa Tenggara, Indonesië. Lalafang telt 488 inwoners (volkstelling 2010).